# سودلوهن
سودلوهن (به آلمانی: Südlohn) یک شهر در آلمان است که در بورکن واقع شده‌است. سودلوهن ۸٬۹۳۹ نفر جمعیت دارد.